# Allium iranicum
Allium iranicum är en amaryllisväxtart som först beskrevs av Per Erland Berg Wendelbo, och fick sitt nu gällande namn av Per Erland Berg Wendelbo. Allium iranicum ingår i släktet lökar, och familjen amaryllisväxter. Inga underarter finns listade i Catalogue of Life.